# Syli
El syli va ser la moneda de la República de Guinea entre 1971 i 1985. Es dividia en 100 cauris. El mot syli significa "elefant", l'animal emblemàtic de Guinea, mentre que cauri es refereix a les petxines usades antigament com a moneda de canvi.
El syli va substituir el franc guineà a raó de 10 francs per syli, i fou substituït novament pel franc guineà a raó d'un syli per franc.
Se'n van encunyar monedes de 50 cauris i d'1, 2 i 5 sylis, que eren d'alumini. Els bitllets de la sèrie de 1971 foren els de 10, 25, 50 i 100 sylis. Se'n va emetre una segona sèrie el 1980, aquesta vegada en colors diferents i amb quatre valors més: 1, 2, 5 i 500 sylis.